# Pistol Md. 1995
Pistolul calibrul 9 mm Model 1995 (denumit și Model 1992 în unele surse), este o armă de foc individuală care a fost fabricată de Uzina Mecanică Cugir. Producția pistolului a fost sistată în favoarea variantei îmbunătățite Model 2000. 